# Министерство иностранных дел Таджикистана
Министерство иностранных дел Республики Таджикистан (тадж. Вазорати корҳои хориҷии Ҷумҳурии Тоҷикистон) является центральным исполнительным органом государственной власти, осуществляющим государственное управление в сфере отношений Республики Таджикистан с зарубежными странами и международными организациями, возглавляющим систему органов дипломатических и консульских служб.
В соответствии с Конституцией Республики Таджикистан руководство деятельностью внешнеполитического ведомства осуществляет Президент Республики Таджикистан, Эмомали Рахмон и определяет основные направления внешней политики страны.

## История
Внешнеполитическое ведомство Таджикистана было создано на основании Закона «О предоставлении Союзным Республикам полномочий в области внешних сношений и о преобразовании в связи с этим народного комиссариата иностранных дел из общесоюзного в союзно-республиканский народный комиссариат» (01.02.1944 Москва, Кремль). 12 мая 1944 года VII сессия Верховного Совета Таджикской ССР 1-го созыва принимает Закон «Об образовании союзно-республиканского Народного Комиссариата иностранных дел Таджикской ССР». На протяжении всего этого времени внешнеполитическое ведомство Таджикистана менялось 5 раз: Народный комиссариат иностранных дел Таджикской ССР (12.05.1944-06.1946), Министерство иностранных дел Таджикской ССР (06.1946-31.08. 1991 г.), Министерство иностранных дел Республики Таджикистан (31.08.1991 г.) — 10.01.1992 г., Министерство внешних сношений (10.01.1992 г. — 20.07.1992 г.), c 20.07.1992 г. — Министерство иностранных дел Республики Таджикистан.

## Структура
За годы независимости структура министерства была усовершенствована, и в настоящее время (на декабрь 2022 г.) центральный аппарат министерства состоит из:
- Руководство (министр, первый заместитель министра и четыре заместителя);
- Группа послов по особым поручениям;
- Главное консульское управление;
- Управление кадров;
- Управление стран Европы и Америки;
- Управление стран Среднего Востока и Африки;
- Управление стран Азии и Океании;
- Управление стран Содружества Независимых Государств;
- Управление стратегических исследований;
- Управление международных организаций;
- Управление внешнеэкономического сотрудничества;
- Договорно-правовое управление
- Управление государственного протокола;
- Управление информации и печати;
- Управление общей информации и дипломатической связи;
- Финансовое управление;
- Управление делами;
- Отдел Национальной комиссии по делам ЮНЕСКО;
- Отдел по решению территориальных и пограничных вопросов;
- Отдел по делам Шанхайской организации сотрудничества;
- Отдел информационных и коммуникационных технологий;
- Отдел перевода;
- Строительный отдел;
- ГУП «Таджикдипсервис» при МИД РТ.

## Основные задачи внешней политики Республики Таджикистан
В соответствии с возложенными задачами внешней политики Республики Таджикистан являются:
— реализация внешнеполитического курса государства;
— защита и укрепление государственного суверенитета Таджикистана и обеспечение его национальной безопасности; формирования пояса безопасности и добрососедства на границах страны;
— развитие отношений доверия, дружбы и сотрудничества со всеми странами мира на основе взаимного учёта интересов;
— формирование благоприятных условий для экономического, социального и культурного развития, постепенного роста благосостояния народа, обеспечение экономической безопасности страны;
— обеспечение энергетической независимости Таджикистана, достижение продовольственной безопасности и выхода страны из коммуникационного тупика;
— обеспечение и защита прав и свобод, достоинства и интересов граждан Таджикистан внутри и за пределами страны;
— укрепление положительного имиджа Таджикистана в мире как демократического, светского и правового государства;
— содействие созидательной и законной деятельности обществ таджиков и соотечественников в других странах.
Министерство иностранных дел, которое в условиях Советского Союза, существовало, как формальное ведомство исполнительной власти республики, не занималось делами внешних сношений. Из числа граждан Таджикистана, для сферы внешней политики и международных отношений, не готовились карьерные специалисты. Правительство республики, создавая ведомство иностранных дел, теперь уже самостоятельного и суверенного государства, приняло необходимые меры по обеспечению его соответствующими кадрами. Сначала названное ведомство росло количественно,Подготовка кадров шла посредством краткосрочных курсов как внутри страны, так и зарубежом. Сегодняшний интеллектуальный потенциал и качества работников, несмотря на количественный рост, остаются желать лучшего. В этой связи статья рекомендует ряд необходимых предложений.

## Сотрудники
Число работников во времена СССР — пять, затем десять, потом выросло до 36 (Мирзоев 2017). Постановлением Кабинета Министров Республики Таджикистан «Вопросы Министерства иностранных дел Республики Таджикистан» от 27 августа 1992 г. утверждена структура центрального аппарата Министерства с численностью работников в количестве 40 единиц с обслуживающим персоналом. Со временем постановлениями правительства республики от 12 января 1993 и от 28 декабря 2006 штатная численность центрального аппарата расширялась — 75 и 100 единиц без обслуживающего персонала соответственно (Назризода 2017).
Концепция реструктуризации Министерства иностранных дел Республики Таджикистан, утвержденная постановлением Правительства Республики Таджикистан от 31 августа 2007 № 206 предусматривает расширение структуры и увеличение штатной численности центрального аппарата Министерства до 300 человек
на период до 2020 года (Назризода 2017).

### Руководители министерства
В перечне даётся имя и фамилия, годы службы
Али Ахмeдов (29.7.1944-6.1946),
Джабар Расулов (22.7.1946-3.1955),
Турсун Улджабаев (29.3.1955-25.5.3.1956),
Назаршо Додхудоев (25.5. 1956-12.4.1961),
Абдулахад Каҳоров (19.6.1961-20.7.1973),
Рахмон Набиев (20.7.1973-9.12.1981),
Рустамбек Юсуфбеков (9.12.1981-5.1984),
Усмон Усмонов (30.5.1984-11.1989),
Лаким Каюмов (7. 11.1989-11.5.1992),
Худоберди Холикназаров (11.5.1992-11.1992),
Рашид Олимов (11.8.1992-27.12.1994),
Талбак Назаров (28.12.1994-30.11.2006),
Хамрохон Зарифи (1.12.2006‒29.11.2013),
Сироджиддин Муҳриддин (с 29.11.2013).